# سامپول
سامپول (به اویغوری: سامپۇل بازىرى)(به چینی: 山普鲁镇، به پین‌یین: Shānpǔlǔ Zhèn) یک شهرک در چین است که در شهرستان لوپ واقع شده‌است. سامپول ۵۶٫۳ کیلومتر مربع مساحت و ۲۹٬۵۰۹ نفر جمعیت دارد.